# Mel Air
Mel Air (IATA: 5M, OACI: MDO, y Callsign: KUDA) es una aerolínea maltesa con sede en Luqa. 

## Códigos
- Código IATA: 5M
- Código OACI: MDO

## Historia
Medavia fue fundada en 1978 y está registrada en Malta. Inició sus operaciones en septiembre de 1979 y es propiedad en un 51 por ciento de Libyan Arab Maltese Holding , así como de Air Malta con un 25 por ciento y Libyan Arab Foreign Investment con un 24 por ciento.
En octubre de 2017, Air Nostrum adquirió el 51% de Mediterranean aviation Operations Co. Ltd. de la empresa de aviación Mediterranean Aviation Co. Ltd. (Medavía).
En febrero de 2021 la empresa pasó a llamarse Mel Air.

## Servicios
Mel Air opera principalmente vuelos chárter y ofrece arrendamiento de su flota. Entre sus clientes se encuentra Iberia Regional.

## Flota
En agosto de 2022, la flota de Mel Air consta de tres aviones con una edad media de 7,8 años: